# Isabelle Grussenmeyer
Isabelle Grussenmeyer (* 14. April 1979 in Haguenau) ist eine elsässische Liedermacherin und Musikerin (Gesang, Gitarre), sowie Schauspielerin und Lehrerin. Im Hauptberuf unterrichtet sie (auf) Deutsch und Französisch an der école primaire (Grundschule) in Brumath. Isabelle Grussenmeyer ist verheiratet und lebt in Mommenheim.
Grussenmeyer singt seit ihrem 11. Lebensjahr. Seit ihren 18. Lebensjahr begann sie selbst Lieder auf Elsässisch zu schreiben, vertonte aber auch Texte von Emma Müller und Conrad Winter. Live tritt sie im Elsass solo oder mit ihrer Band regelmäßig auf. Ihre ersten Auftritte fanden ab 1990 im Rahmen von Konzerten des bekannten elsässischen Liedermachers René Egles statt.

## Werke

### CDs

#### Morjerot
1. Mit'm e Lied
2. In Strossburji am Fridaa-owe
3. Strossburjer Midinettes
4. Warum?
5. Göttingen
6. Was welle m'r asse hit?
7. Ochsitanisch füer Anfänger
8. Sunne-Untergang
9. Kumm mit, m'r fahre Ski
10. Die Büecher welle so viel saawe
11. Geh witerscht
12. Mit'nander han m'r de Kehr vun de Walt gemacht

(2002)

#### D'Sunnebluem
Isabelle Grussenmeyer singt Conrad Winter.
1. Horich
2. Lieder
3. S'Immelied
4. Unsri Gerechtigkeit
5. Schnetz d'r Elsass üss'm a Raejeboeje
6. 'S Kriz am Waj
7. Gschwind hett de Wind
8. Uf'm Müenschter
9. 'S Buewele
10. D'Mueder steht am Wasserstein
11. D'Sorje
12. 'S Männel sitzt am Tisch
13. Lach
14. De Bür bin ich
15. Herbschtland
16. Laeri Wöerter
17. Minner Friend
18. Ich kenn a Baum
19. A Strüss
20. Minni Lieb

(2004)

#### Hin un Her
Texte von Emma Müller, vertont von Isabelle Grussenmeyer
1. D'r Redaktions-Papierkorb
2. Strossburjer midinettes
3. Im Summer
4. Wo gehn m'r hin ?
5. D'Säjmüehl
6. Korrespondenz-Muster vum e nasse Summer
7. D'Summerfäde
8. Sunne-Untergange
9. Weckruef
10. E Herbscht-Morje
11. D'r Erscht un d'r Letscht im Monet
12. Schifferliedel
13. Schwämel am Dach
14. Zimmer-Blueme
15. Optimistiches Wetterlied
16. Zuekunfts-Bild

(2007)

#### Kinderspring
zusammen mit Jean-Pierre Albrecht
1. klein Dümme steht uf
2. Wer wohnt denn do
3. Räjetröepfele
4. Ich wach uf
5. Eins un zwei
6. 's Miesele zejt sich an
7. Uf'm Bürehoft
8. Haseminele
9. Mir sitze am Tisch
10. Ich hab nix genumme
11. Monsieur Joseph
12. Kleiner Tanz
13. Liewi Mamma
14. Do ré mi fa
15. D'Farwe
16. E netter Clown
17. Armer Wolf
18. Es hielt e kalter Wind
19. E Tannebaum verziere mir
20. Guede-n-Owe

(2009)

#### Kindergarten
zusammen mit Jean-Pierre Albrecht
1. De Bummelzug
2. De klein Finger
3. De Floh
4. Mini Katz
5. 's Wüermel
6. De Güller krähjt
7. 's Endewüddele
8. Vier Glucke täpple
9. Under'm Dach
10. E kleiner Has
11. 's Apfelkarnel
12. E Prinz kummt uf sim Ross
13. Hej Matross
14. D' Seeraiwer sin do
15. Uf Safari
16. Ich bin e altes Krokodil
17. Mir sin Indianer
18. Am Rand vum Pfädel
19. Alli Glocke litte
20. Alles Guete

(2011)

#### Ich bin do
zusammen mit Jean-Pierre Albrecht
1. Erschti Schrìtt
2. Kenner ìsch Prophet ìn sim Lànd
3. Hola que tal ?
4. Wo bìsch ?
5. Ich wàrt
6. De Bühnedatteri
7. Klimablues
8. Unterwajs
9. Waje de Litt
10. Dìe Zitt fìehrt ùns erùm àm Nàrreseil
11. Ich löj àn de Hìmmel

(2017)

### Vertreten auf Sammel-CDs
- Les histoires perdues des rues
- Mund-Art am Oberrhein – Volume I
- Mund-Art am Oberrhein – Volume II
- Barabli Hit (mit dem Lied Europa Maidele), eine Hommage an Germain Muller
- D'Zit isch do S'isch Zit
- Gospel G'sang
- Mit'nander
- Lieder fer's Herz (1996)

## Quelle
- Willy Strorck: 'S Mädele das nicht nur von Bredele singt, in Die Rheinpfalz vom 6. Juni 2009